# سیره علیا
سیره علیا، روستایی از توابع بخش مرکزی شهرستان دورود در استان لرستان ایران است.

## جمعیت
این روستا در دهستان حشمت آباد قرار دارد و براساس سرشماری مرکز آمار ایران در سال ۱۳۸۵، جمعیت آن ۲۵ نفر (۵خانوار) بوده‌است.